# The Pussycat Dolls: Live From London
Pussycat Dolls: Live from London es un DVD lanzado por el grupo The Pussycat Dolls en 2006 que contiene video clips, entrevistas con miembros de la banda y un concierto en vivo en Londres, que se puso en marcha en septiembre de 2006.
Los directores fueron Chris Applebaum y Benny Boom. Desde la web oficial, el DVD ha vendido cerca de 150.000 copias en todo el mundo, y copias de 2.500 en Nueva Zelanda y 15.000 en Brasil, recibiendo un premio de Disco de Oro por ABPD.
Tracks
Live Show
1. Introducing The Dolls
2. Buttons
3. Beep
4. I Don't Need A Man
5. Feelin' Good [Nicole Scherzinger Solo]
6. Stickwitu
- - REMOVIDOS DEL DVD**

7. Hot Stuff (I Want You Back)
8. Bite The Dust 
9. Show Me What You Got [Dance Interlude]
10. Wait a Minute
9. Don't Cha
Music Video
Don't Cha featuring Busta Rhymes – Closed Captioned
Beep featuring Will.I.Am – Closed Captioned
Stickwitu – Revised Version, Closed Captioned
Buttons featuring Snoop Dogg – Revised – Closed Captioned
I Don't Need A Man – Closed Captioned
Wait A Minute featuring Timbaland – Closed Captioned
Beep – Behind The Scenes
Buttons – Behind The Scenes
Conoce las Muñecas
Las entrevistas con los miembros:
1.	Nicole
2.	Carmit
3.	Melodía
4.	Jessica
5.	Ashley
6.	Kimberly
Extras
1.	La rebelión de las Muñecas : muestra el comienzo del grupo, explicó el fundador de Robin Antin
2.	PCD - La música : la grabación del primer disco
3.	Cha versión de Karaoke
- Datos: Q1362830